# Midland (Teksas)
Midland je grad u američkoj saveznoj državi Teksas. Prema popisu stanovništva iz 2010. u njemu je živjelo 111.147 stanovnika.